# Абоњ
Абоњ (мађ. Abony) град је у Мађарској. Абоњ је један од важнијих градова у оквиру жупаније Пешта.
Абоњ је имала 15.498 становника према подацима из 2009. године.

## Географија
Град Абоњ се налази у средишњем делу Мађарске. Од престонице Будимпеште град је удаљен око 100 километара источно. Град се налази у северном делу Панонске низије, близу десне обале Тисе. Надморска висина града је око 85 m.

## Становништво
По процени из 2017. у граду је живело 14.475 становника.
| 1990.  | 2001.  | 2011.  | 2017.  |
| ------ | ------ | ------ | ------ |
| 14.858 | 15.679 | 14.916 | 14.475 |